# Akhenaton Roeischool
Akhenaton Roeischool is een Belgische roeivereniging in de omgeving van Brussel, op de rand van Vlaams Brabant en het Brussels Hoofdstedelijk Gewest.Het is de enige vereniging in België die ook (Australisch) surfbootroeien kan aanbieden.

## Geschiedenis
De vereniging werd opgericht in 1997 en was tijdens zijn beginjaren actief in de gebouwen van
Roeivereniging Nautilus (R.N.V.) te Vilvoorde bij Brussel. Ze oefenen dan al op het Zeekanaal Brussel - Schelde. Akhenaton werd lid van Koninklijke Belgische Roeibond en zo ook van de FISA

## Roeitechnische steun aan andere initiatieven
Er werden door deze club initiatieven genomen om het sinds de zeventiger jaren uitgestorven studentenroeien
verbonden aan de Katholieke Universiteit Leuven nieuw leven in te blazen. Er werden in de nationale jongeren-categorieën successen behaald in de periode 1998 - 2000 met onder andere Bekers van België in de categorie beginnelingen.
Vanaf 2002 werden de activiteiten van de Brusselse club wegens een gebrek aan een geschikte botenloods tijdelijk ondergebracht bij de Koninklijke Roeivereniging Club Gent aan de bekende Gentse stedelijke Watersportbaan, waar de jaarlijkse Internationale Meiregatta georganiseerd wordt. De coach van Akhenaton nam tijdens deze periode ook de jeugdopleiding van de Gentse gastclub voor zijn rekening. 
Vanaf 2005 werden hun activiteiten opnieuw ondergebracht in het Brusselse, in de loodsen van de Koninklijke Zeilkring te Grimbergen en kwam er ook wat steun van diverse overheidsinstanties, waardoor wat materiaal werd aangekocht voor de jeugd (plaatselijk en verder in de regio) . De huisvesting (accommodatie) verloopt moeizaam.

## Surfboat rowing
Vanaf 2006 werd Surfboatroeien ontwikkeld. Dat is een uit Australië afkomstige afzonderlijke tak in de roeisport die is ontstaan uit reddingsboten bij surfwedstrijden. Niet te verwarren met open zeeroeien of Sloeproeien.
De club is organisator van de jaarlijkse Benelux Kampioenschappen Surfboat rowing en stichter van de Benelux Surfboat League.

## Oprichting en beheer
De club werd opgericht door Charles Henri Dallemagne die in 1990 aan de Harvard Universiteit te Boston met roeien in contact kwam. Hij roeide enkele jaren later in de acht lichtgewichten van de Genste Roei- en Sportvereniging tijdens het Open Belgisch Roeikampioenschap te Gent in 1994, onder begeleiding van Jacques Defraigne. Daarna werd hij in die club ook hulptrainer.
De trainer van een andere club had hem opgemerkt en zo werd Dallemagne enkele jaren jongerencoach bij de Koninklijke Roeivereniging Club Gent en van een clubacht tijdens de Europese FISA- Europese Coupe de la Jeunesse - Jeugdbeker te Bourges. Hij is vandaag lid van de raad van beheer van de Vlaamse Roeiliga.
De jongerenkern is actief binnen het jeugdroeien en ook het recreatieroeien op het Zeekanaal Brussel - Schelde met garages van de oude Zeilkring van Humbeek als loods.

## Kleuren en naam
De kleuren van de club zijn groen-geel, zoals de kleuren van Australië en Brazilië, met een diagonale scheiding. Akhenaton werd als naam gekozen door de eerste roeiende jongeren, op basis van de naam van een bekende Franse zanger.